# Werrich/Perrich
Werrich/Perrich ist ein Ortsteil der Hansestadt Wesel am Niederrhein. Er liegt am linken Rheinufer, gehört zum Stadtteil Büderich und hat 542 Einwohner (Stand 2021). Der Ortsteil besteht aus den Orten Werrich und Perrich und ist von mehreren Naturschutzgebieten umgeben.

## Geographie
Der Ortsteil Werrich/Perrich liegt linksrheinisch und in Luftlinie rund fünf Kilometer westlich der rechtsrheinisch gelegenen Innenstadt von Wesel. Werrich und Perrich liegen jeweils rund einen Kilometer nördlich des Dorfes Ginderich und sind voneinander nur einige hundert Meter entfernt. Die Orte liegen direkt hinter dem Rheindeich und sind von zwei Naturschutzgebieten umgeben, im Osten von der Rheinaue zwischen Büderich und Perrich und im Westen von der Bislicher Insel. Im Bereich der Bislicher Insel verläuft die Stadtgrenze Wesels zu Xanten.
Die Verkehrsanbindung für den motorisierten Verkehr ist nur durch Nebenstraßen vor allem von Ginderich aus gegeben. Über Ginderich bestehen Verbindungen nach Wesel und Xanten und Anschlüsse an die Bundesstraßen 57 und 58. Eine Anbindung an das Busnetz besteht im nahegelegenen Ginderich.

## Geschichte
Historisch galten Werrich und Perrich als Bauerschaften. Im Bereich des heutigen Werrich hat möglicherweise die Schlacht bei Xanten, bei der es sich um die entscheidende Schlacht des Bataveraufstands handelte, stattgefunden. Beide Bauerschaften hatten eine stark landwirtschaftliche Prägung. In Werrich wurde ab dem Spätmittelalter zudem Rheinfischerei betrieben, um die Produkte auf dem Weseler Markt zu verkaufen. In Perrich bestand seit 1885 bis ungefähr zum Ende des Zweiten Weltkriegs eine kleine Werft. Die landwirtschaftliche Prägung der beiden Orte ist grundsätzlich erhalten geblieben.

## Bauwerke
Im östlichen Bereich des statistischen Ortsteils, jedoch außerhalb der Kernorte Perrich und Werrich, liegen folgende Bauwerke:
- Eisenbahnbrücke Wesel
- Fort I
- Sender Wesel